# Geul van Bommenede
De Geul van Bommenede is een betonde vaargeul in het Grevelingenmeer in de provincie Zeeland. Het vaarwater is ongeveer 8 km lang en loopt vanaf de vaargeul Grevelingen noord van de haven van Bommenede westwaarts, ten zuiden van de eilanden Stampersplaat en Dwars in den Weg, langs Brouwershaven tot noord van jachthaven Den Osse, waar de geul aansluit op vaargeulen Grevelingen en de Rede Brouwershaven. 
Het oostelijk deel van de Geul van Bommenede tot de splitsing naar de Rede Brouwershaven is te gebruiken voor schepen tot en met CEMT-klasse Va. Het westelijk deel, vanaf de splitsing, langs het Havenkanaal Brouwershaven, tot de aansluiting op de Rede Brouwershaven, noord van de jachthaven Den Osse is geschikt voor vaartuigen tot en met CEMT-klasse III. De waterdiepte loopt van -25,0 tot -3,1 meter t.o.v. meerpeil.
Het water is zoals het hele Grevelingenmeer zout en heeft geen getij.
De Geul van Bommenede is onderdeel van het Natura 2000-gebied Grevelingen.